# Le Retour des trois soûlards
Pour plus de détails, voir Fiche technique et Distribution.
Le Retour des trois soûlards (帰って来たヨッパライ, Kaettekita yopparai) est un film japonais réalisé par Nagisa Ōshima, sorti en 1968.

## Synopsis
Trois adolescents japonais sont victimes de déserteurs coréens, qui subtilisent les vêtements des jeunes garçons et les remplacent par leurs uniformes. Au cours de leurs pérégrinations, les trois amis tentent d'échapper à la fois aux déserteurs, aux habitants, ainsi qu'à la police de leur pays. Mais l'un d'entre eux tombe amoureux...

## Fiche technique
- Titre : Le Retour des trois soûlards[1]
- Titre original : 帰って来たヨッパライ (Kaettekita yopparai?)
- Réalisation : Nagisa Ōshima
- Scénario : Nagisa Ōshima, Mamoru Sasaki, Tsutomu Tamura et Masao Adachi
- Musique : Hikaru Hayashi
- Photographie : Yasuhiro Yoshioka
- Montage : Keiichi Uraoka
- Société de production : Sozosha
- Pays d'origine :  Japon
- Langue originale : japonais
- Format : couleur — 2,35:1 — son mono — 35 mm
- Genre : comédie noire
- Durée : 80 minutes[2] (métrage : six bobines - 2 190 m[2])
- Date de sortie :
  - Japon : 30 mars 1968[2]

## Distribution
- Kazuhiko Katō : O-noppo 'Le grand'
- Osamu Kitayama : Chu-noppo 'Le petit'
- Norihiko Hashida : Chibi, 'Le plus petit'
- Kei Satō : le soldat coréen
- Mako Midori : Nechan, 'la belle'
- Masao Adachi : le policier
- Cha Dei-dang : Kim Fhua, l'étudiant coréen
- Hosei Komatsu : le pêcheur
- Taiji Tonoyama : la vieille femme
- Rokkō Toura
- Takashi Ueno : le policier
- Fumio Watanabe : Dokumushi

## Autour du film
Ōshima signe ici une critique acerbe et humoristique de la guerre, s'inspirant directement des actualités télévisées de l'époque du tournage. Au travers de plusieurs quiproquos entre les nationalités en présence, le réalisateur interroge — comme dans bon nombre de ses œuvres — l'identité japonaise et son rapport à « l'étranger », en particulier aux Coréens immigrés au Japon.
À la ville, les acteurs jouant les trois héros du film formaient The Folk Crusaders, un groupe pop-folk japonais de la fin des années 1960.